# Adolf Mielich
Adolf Mielich (* 9. Januar 1898 in Langenberg (Rheinland); † 28. Mai 1993 in Minden) war ein deutscher Eisenbahningenieur. Unter seiner Leitung als Abteilungspräsident des Bundesbahn-Zentralamts in Minden wurden das als Baukastensystem ausgelegte Programm für die Standard-Schnellzugwagen der Deutschen Bundesbahn (UIC-X-Wagen) und das Minden-Deutz-Drehgestellt entwickelt.

## Leben
Nach dem Notabitur 1915 war Mielich als Soldat im Ersten Weltkrieg an der Westfront eingesetzt, zuletzt als Leutnant bei einer motorisierten Geschützbatterie. Nach dem Krieg studierte er bis 1923 Maschinenbau an der TH Hannover und der TH Darmstadt. Nach Abschluss des Studiums war er zunächst als Konstrukteur für Dampflokomotiven bei der Maschinenbauanstalt Humboldt in Köln-Kalk tätig.
Mielich wechselte 1927 als Bauführer zur Deutschen Reichsbahn-Gesellschaft. 1929 absolvierte er als Jahrgangsbester das zweite Staatsexamen zum Baumeister bei der Reichsbahn und wurde anschließend zum Reichsbahnrat befördert. Zum Januar 1933 wechselte er in das Reichsbahn-Zentralamt (RZA) nach Berlin, zunächst als sogenannter Hilfsarbeiter. Ab August 1933 übernahm er die Leitung der zum RZA gehörenden Wagenversuchsabteilung. Im November 1942 übernahm er das Dezernat 26 für den Bau von Personenwagen beim Reichsbahn-Zentralamt. Im Juni 1944 promovierte er mit der Arbeit „Möglichkeiten der Weiterentwicklung des Eisenbahnwesens, vom Wagenbau aus gesehen“ an der TH Hannover. Betreut wurde die Arbeit von den Professoren Friedrich Mölbert und Otto Blum.
Gegen Ende des Zweiten Weltkriegs verlagerte das RZA seinen Sitz kurz vor der Einschließung Berlins durch die Rote Armee nach Westen. Mielichs Dezernat kam zunächst nach Wanzleben, dann nach Dransfeld und schließlich nach Göttingen. Seinen endgültigen Sitz erhielt das nunmehrige Bundesbahn-Zentralamt (BZA) schließlich in Minden. Mielich blieb auch im BZA Dezernent für den Bau und Einkauf von Reisezugwagen. 1958 wurde er Abteilungspräsident und mit der Leitung der Wagenbau- und Einkaufsabteilung betraut. Ende Januar 1963 schied er aus Altersgründen aus dem Bahndienst aus. Anschließend befasste Mielich sich noch in der Studiengesellschaft Leichtbau der Verkehrsfahrzeuge mit dem Einsatz von nichtrostendem Stahl im Waggonbau.

## Entwicklungen
Im RZA Berlin war Mielich zunächst mit der Anpassung des Waggonbaus an die Kriegsanforderungen befasst. Zu seinen Aufgaben zählte die Entwicklung der Behelfspersonenwagen MCi-43 (zweiachsig) und MCi-44 (vierachsig, spöttisch auch als „Landserschlafwagen“ bezeichnet).
Zu den wesentlichen Entwicklungen, die beim BZA Minden in der Verantwortung Mielichs erfolgten, zählen zunächst die Mitteleinstiegswagen (yl-Wagen), mit denen erstmals die spätere Standardlänge von 26,4 Metern eingeführt wurde. Auf diesen aufbauend beschaffte die DB ab 1954 große Serien an Schnellzugwagen des später als UIC-X-Wagen bezeichneten Typs. Unter seiner Leitung wurden auch die aufgrund ihres Wagenkastens aus nichtrostenden Stahl als „Silberlinge“ bekannten N-Wagen und die ab 1962 im Rheingold eingesetzten, später auch für TEE-Züge und Intercity-Züge verwendeten, besonders komfortablen und klimatisierten Wagen 1. Klasse entwickelt. Nicht erfolgreich war Mielich dagegen mit den von ihm zu Beginn der 1950er Jahre entwickelten Doppelstockwagen, den beschafften sechs Prototypen folgte keine Serienfertigung.
Das Minden-Deutz-Drehgestell zählt ebenso zu den Entwicklungen Mielichs. Bereits 1939 hatte er einen ersten Entwurf für eine neue Drehgestellbauart vorgestellt, die deutlich einfacher und leichter zu unterhalten sein sollte als das bislang verwendete schwere Drehgestell Bauart Görlitz. Kriegsbedingt verzögerte sich die weitere Entwicklung, erst 1950 lag der endgültige Entwurf des zusammen mit der in Köln-Deutz ansässigen Firma Westwaggon entwickelten Drehgestells vor. Bei der Deutschen Bundesbahn wurde es zum Standard-Drehgestell für alle neuen Reisezugwagen und auch im Ausland vielfach eingesetzt. Bis 1990 entstanden mehr als 75.000 Drehgestelle dieser Bauart.

## Schriften
- Möglichkeiten der Weiterentwicklung des Eisenbahnwesens vom Wagenbau aus gesehen. 1944, zugleich Promotion an der TH Hannover.
- Die „Rheingold“-Wagen 1962 der Deutschen Bundesbahn. Deutsche Bundesbahn, 1962.

## Ehrungen, Preise, Auszeichnungen
- 1966: Bundesverdienstkreuz[2]